# P1 Artificial Chromosome
Ein P1 artificial chromosome (PAC) (auch P1-derived oder P1-based) ist ein künstliches Chromosom, welches aus dem P1-Vektor des temperenten Bakteriophagen P1 entwickelt wurde. Im Gegensatz zu den Cosmiden erlauben künstliche Chromosomen eine Klonierung von größeren Genomabschnitten. PAC dient als Vektor und ist stabiler als das YAC.
Das erste PAC wurde von Ioannou (siehe Literatur) durch eine Kombination des P1-Vektors und des F-Faktor-Systems entwickelt und kann für Insertionen von Genomabschnitten mit Längen zwischen 100 und 300 kbp eingesetzt werden.